# Mackenzie Esporte Clube
Mackenzie Esporte Clube é um clube social, cultural e poliesportivo de Belo Horizonte. Possui aproximadamente 5 mil sócios, entre proprietários, contribuintes e dependentes. O espaço conta com três piscinas aquecidas, sendo duas semiolímpicas e outra coberta, ginásio poliesportivo com capacidade para 900 torcedores, seis vestiários, quatro quadras descobertas, quadra de beach tennis, academia de musculação e salão de festas com capacidade para 500 pessoas.
É reconhecido historicamente como um importante formador de talentos no voleibol feminino. As principais atletas formadas que jogaram no clube são a bi-campeã olímpica Sheilla Castro, e as medalhistas olímpicas Érika Coimbra, Gabriela Braga Guimarães e Ana Carolina da Silva. 

## História
O Mackenzie foi fundado em 1° de setembro de 1943 por um grupo de jovens esportistas que se reuniam na esquina das ruas Sergipe e Aimorés, no bairro da Savassi. A ideia surgiu a partir da vontade de disputar um campeonato de basquete. Com a filiação às Federações Mineiras de Basquete e Vôlei, a preparação dos atletas passou a ser no campo da Guarda Civil, atual sede do Detran/MG.
Em 1949, o Mackenzie perdeu a sede para a construção do Detran e só foi conseguir um novo espaço em 1961, quando foi inagurada a Praça de Esportes, no bairro Santo Antônio, uma região, na época, pouco ocupada da capital. O complexo inicial era modesto: uma piscina e uma quadra desportiva. 

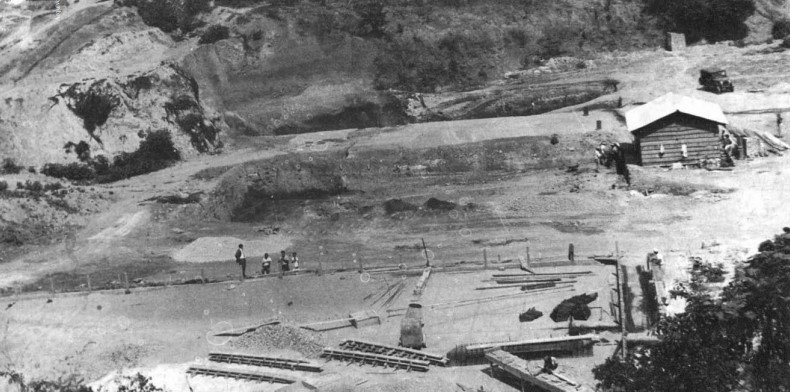
Foto do final da década de 1950 mostra a construção da atual sede do clube

Com a compra de novos lotes, iniciou-se a construção de uma pequena sede, seguida de uma quadra de futsal. Em 1970, inaugurou-se o ginásio coberto. Seis anos depois, iniciou-se a obra da sede administrativa. Em 1980, o prédio de quatro andares foi concluído e, no ano 2000, outra mudança importante: a inauguração do espaço social, com a conclusão da obra de suspensão das quadras do clube, consolidando a base da estrutura social atual.
Nos anos seguintes, foram construídos o Espaço Gourmet, duas novas portarias, instalação do elevador panorâmico, duas academias e troca do piso do ginásio. Em 2021, foi inaugurada a quadra de areia e, em 2022, a nova piscina do clube. Iniciativas que sempre tiveram o objetivo de tornar o clube cada vez mais confortável e adequado para seus sócios e atletas.

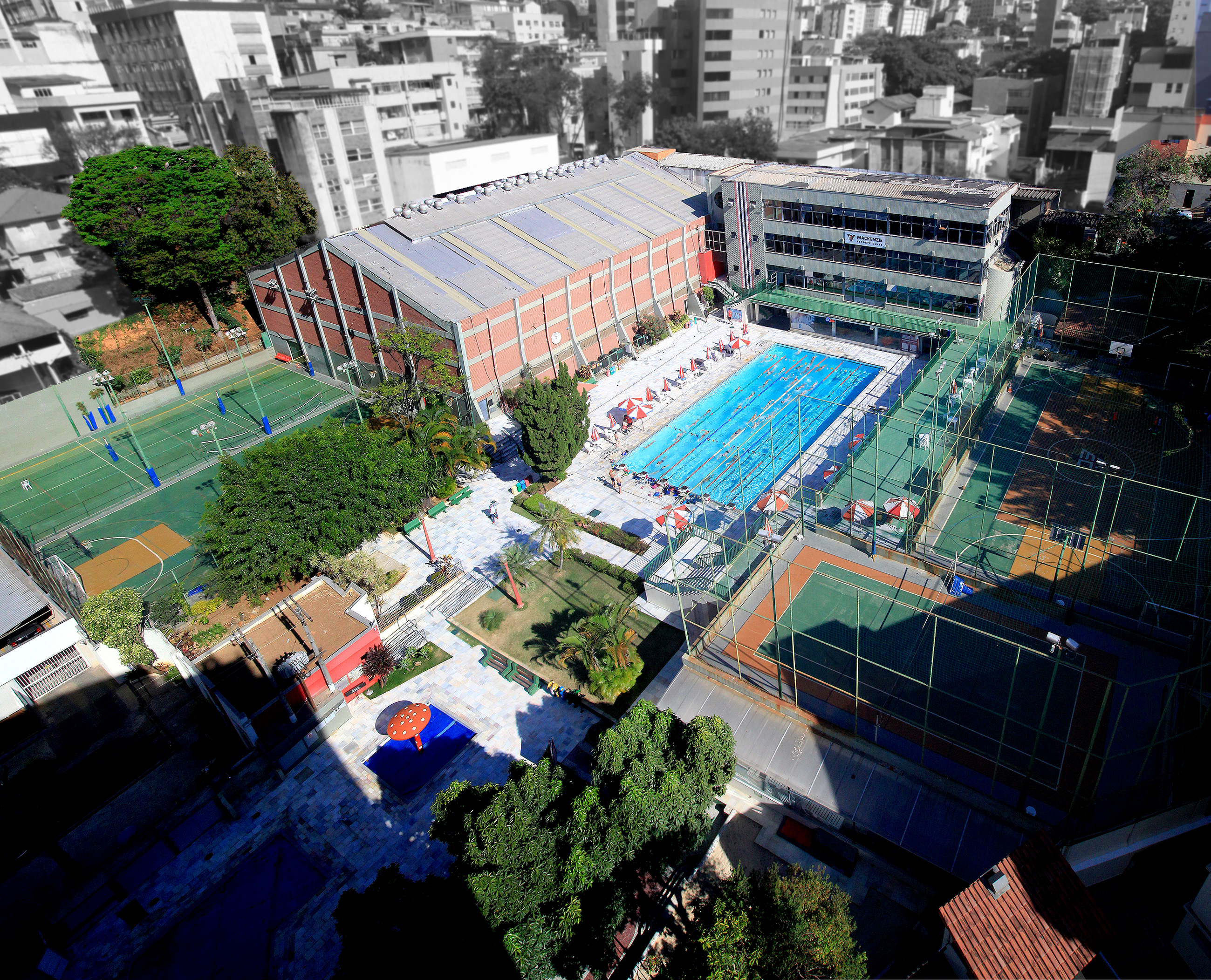
Visão aérea do Mackenzie Esporte Clube, em 2020.

## Esportes
Conhecido nacionalmente pela tradição em formar atletas, o clube coleciona títulos relevantes desde sua fundação. Todas as equipes das categorias de base, do sub-14 ao sub-18, se destacam em competições estaduais e nacionais.

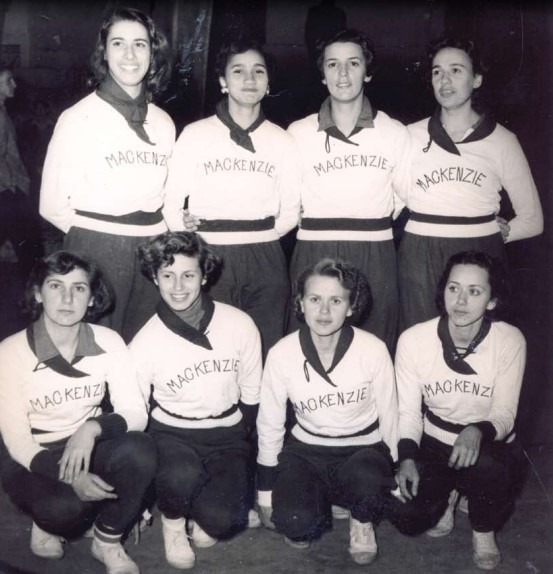
Time de vôlei feminino do Mackenzie, em 1952

## Natação
O Mackenzie mantém equipes de natação amadoras, que disputam competições oficiais da CBDA em todas categorias, exceto adulta. Entre os principais atletas formados no clube, está Ítalo Manzine, que disputou as Olimpíadas do Rio-2016.

## Voleibol Feminino
A equipe feminina de voleibol do Mackenzie é uma das tradicionais do país, já tendo conquistando diversos títulos estaduais e nacionais. A partir da temporada 2024/2025, por uma questão de patrocínio, a equipe passou a se chamar Batavo/Mackenzie.

## Basquete Masculino
O basquete também se destacou no clube ao longo dos anos, fazendo do Mackenzie uma referência na modalidade. Em 2018, o clube conquistou um título internacional inédito em sua história: o campeonato Sul-americano de Basquete sub-16.

## Lista de Presidentes
1943 a 1946: Celso Vidal Gomes
1947 a 1948: Henrique S. Neto
1949 a 1950: Celso Vidal Gomes
1951 a 1952: Otávio Santa Cecília
1953 a 1954: Afonso A. Lamounier
1955 a 1956: Américo C. Ribeiro
1957 a 1958: Antônio J. S. Freire
1959 a 1960: Alcides Freitas  
1961 a 1962: José Flávio Vieira
1963 a 1964: Oreste Stefanini
1965 a 1966: José Silvério Horta
1967 a 1968: Antônio dos Santos
1969 a 1970: Roberto P. de Aguiar
1971 a 1972: Carlos Barcelos Costa  
1973 a 1974: Luiz C. Gonçalves
1975 a 1976: Joel M. Aragão
1977 a 1978: Maurício Sarreiro
1979 a 1980: Mauro C. Guimarães
1981 a 1982: Paulo Angelo Souza
1983 a 1984: Esmeraldo Pizarro
1985 a 1986: Danilo Bellesia
1987 a 1988: Fernando Andrade
1989 a 1991: Maurílio Nogueira
1992 a 1994: Mauro Guimarães
1995 a 1998: Marco C. Almeida
1999 a 2000: Antônio Pádua Rocha
2001 a 2004: José A. T. Freire
2005 a 2008: Carlos Roberto Gonçalves da Rocha
2009 a 2010: Durval Campos Guimarães
2011 a 2012: Carlos Roberto Gonçalves da Rocha
2013 a 2014: Daniel Teodoro Teixeira
2015 a 2019: Carlos Roberto Gonçalves da Rocha
2019 a 2021: Lucio Aparecido
2022 a 2023: Carlos Roberto Gonçalves da Rocha